# ピグチェン

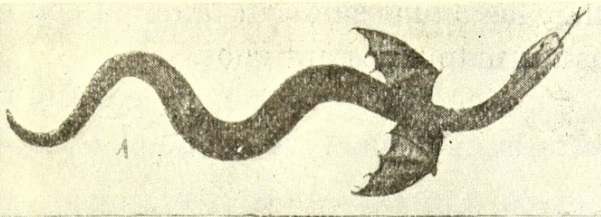
ピウィチェン（Pihuicheñ）、マプチェ族に伝わる有翼蛇

ピグチェン（Piguchén）、またはピウチェン、ピウチェーン（Piuchen、Piuchén）は、チリの民話、元はマプチェ族に伝わる、有翼の吸血蛇。マプチェ語で「人を枯らす」の意。
風切り音（口笛音）を発し、そのさえずりや凝視によって死をもたらすなどと俗信で恐れられるようになった。描写は有翼・有尾の爬虫類や鳥類、また哺乳類との合成獣の描写もみられる。生息地も森林、山間部、水中や水底などさまざまに言われる。
実在の吸血コウモリ（ナミチスイコウモリ種）は長い尻尾はないが、ピグチェンは、この吸血コウモリに発端する伝承ではないかと考察される。

## 名称
一般にスペイン語文献でピウチェン（Piuchén, Piuchénes)と表記するが、マプチェ語で「神話の鳥かコウモリ」または「飛ぶ蛇」を意味する Piwichen, piwicheñ（音写：pihuicheñ）の借用とされる。さらに分解すると、この piwichen は piwn 「干す（飲み干す）」と ché 「人」の複合語とみなせる。よって「人間を枯らす」の意ととれる。
語形では、ロドルフォ・レンツが pihuichén 、フランシスコ・カヴァーダが peuchén と表記。また、アンドレス・フェブレスが Pihuychén と表記したはずだが、印刷では誤記となっている。
別の語学者は、鳥の鳴き声の擬音語の可能性を示しているが、ハイイロクイナ の声と仮説する。

## 伝承
もともとマプチェ族に伝わるピウィチェン（＜マプチェ語: piwichen; 音写:Pihuichen）の伝承では、主に有翼の蛇の姿かたちをとるとされる。夜間に飛び、森に眠る人間や動物の血を啜るという。まだローブル（ローブルミナミブナ）の木が芽吹く頃の季節を好むとされ、猛暑になると木肌にへばりついたままになり、滴らした血が木の下の一か所にたまるので、そいつの居場所であることを特定できる。樹林の精霊とされる。
某書では原住民版に近い伝承を「ピウィチェン」、後の流布版の伝承を「ピグチェン」（Piguchen）として区別している。ピグチェンについては、異説や地域別の伝承の違いがある。

### 外見
ピウチェンは羽の翼の生えた蛇の姿（マウレ州・ビチュケン町）、あるいはコウモリの翼を生やした大トカゲの姿、ともいわれる。
民話集所収の某話者によれば、"全長が約0.5メートル (1.6 ft)ほどの年経た蛇。猛毒の剛毛に覆われ、色は黒く、翼をもつ"とある（首都サンティアゴにほどちかい山脈地の伝承）。
たいへん長寿であるが、年を経た有翼蛇は変態し、雄鶏ほどの大きさの鳥、あるいは七面鳥の若鶏ほどの大きさの鳥になるという。異聞では、老齢になるとギョロ目の巨ガエルの体じゅうに羽毛を生やしたような生物となり、翼はあるが太く短く、あまり遠距離は飛翔できなくなるという（首都州タラガンテ県の伝承）。
コキンボ州・ オバエの伝承では、ピウチェンは、"オウムのくちばしと翼、ヒキガエルのような胴体、蛇のような尻尾"だとされる。コキンボ州で個体の標本を得たという話があり、しょせんは吸血コウモリだろうと考察が添えられているが（ § 実在動物の同定参照）、爬虫類・鳥類・哺乳類の合成獣のような描写で報告された。
変身能力により、ある時には人間、植物、動物のように姿を変える、という記述もみえる。

### 習性
また、妙な風切り音（口笛のような音、名詞：silbidos、動詞：silba）を発すると言われるが、その風切り音や、凝視によって獲物や敵を死亡させられる、ともいわれる。異聞では凝視によって敵を金縛りの麻痺状態にして、おとなしくなった相手の血を吸うのだという。また、凝視で殺すのもそうだが、出生からして、赤色の雄鶏の卵（オスの卵）より生まれる、または失敗して処刑された呪術師（ブルホ、brujo）の死体から生まれる、などとも噂される（バシリスクの卵生伝説や、マンドラゴラの受刑者死体よりの発生伝説を参照)。
この吸血動物の好みについては、スペインの権威のまとめによれば、概して人間より動物の血を好むのだという。牧畜民らは、ヒツジやヤギが夜のうちに殺されていると、ピグチェンのしわざと決めつける。
英国のリチャード・ロングヴィル・ヴォーウェルの著とされる回顧録（1831年）には、奇譚好きなウアッソたちが語るところよるピウチェン（pehüechèn 〔ママ〕）の描写が見える。出身が首都にほど近いアコンカグア山（アコンカグア谷） である彼らのほぼ全員が、「羊を襲っていたこの怪物を殺した」という身内や知り合いの証言を聞いている。こちらの俗信によれば、頭上を飛ぶだけで遠距離から血液を奪うこともできるという。また、その金切り声も危険視された。

### 生息地
生息地については様々に伝わる。
原住民のあいだでは樹林の精霊だと述べたが、ある資料ではパタゴニアヒバの樹林（bosque de alerces）にまつわるとする。ピウチェンの怪力はこのヒバやアエクストキシコンなどの大木を軽々と倒すとチロエ諸島の伝承に語られる。
上述の剛毛の黒い翼蛇は、山脈（アンデス山脈）に棲むが、サンベルナルドや首都サンティアゴまで飛んでいって畜牛の血を吸う。昼間は木に隠れている。
またチロエの伝承では、姿が変る合成獣だとされ、人間のような要素もあれば、蛇、鳥類、魚類の部分もあわさっており、しかも色々と草や灌木や、角のような中空の突起が生えており、カエルやコウモリにも似たところがある、といわれる。その怪物は湖沼や川に好んで棲み、現地本島のウィジンコ湖にも出現するという。大波を起こし、舟艇が転覆することもあるという。また、体から何やら刺激的物質を分泌するため、人間の皮膚がかぶれることがあるという。
異聞でも、棲み処は沼沢地やラグーンの水底だといわれる。
（さらには続けて § 対処法も参照）。

#### 対処法
ある著名作家によれば、緑色の蛇で、木の芯の部分にすんでいるという。また、血尿を滴らせるのでその通った跡を追うことができ 、（マプチェ伝承で触れたように）その怪物が住む木の下には血が滴っているので居場所をつきとめられる（首都州メリピージャ県の伝承）。
上述したように、首都サンティアゴ近郊の畜牛の情報筋は、ピグチェンを毒の剛毛で覆われているため、生捕りは無理難題とされる。よって、接触せずに殺すほかなく、 退治するには、血の滴りの痕跡がある棲み処の木をみつけ、そいつが住む木のうろを布で塞ぎ、逃げないようにして火をつける。
また、マプチェ族の伝承では、ピウィチェンはマチと呼ばれるシャーマンと共闘する存在といわれるが、この怪物を倒そうとするなら（良い）マチに頼らざるを得ないという。マチならば、怪物に麻痺させられても解毒の薬草を処方できる。
オバエの俗信では、白旗を振ったり、口笛音でさえずる害獣にたいして瓶を笛代わりに音を立てると怖気させて追っ払うことが出来ると言われる。また、所有するヤギの群れのなかに、白ヤギを混じらせると襲われなくなるという。首都州サンティアゴ県マクル市では、ヤギを6頭ずつ固めておくとこの害獣からの被害を防げるとした。前出の首都圏の畜牛業筋の話では、牛を襲わないよう追い払うには、牛の角笛を吹くとよく、その音に怖気づき、どこかへいなくなるという。人間の側から攻撃を仕掛けない限り、ピグチェンは人間を襲うことはない。

## 実在動物の同定
この吸血動物の伝説は、実在の実在の吸血コウモリ（ナミチスイコウモリ種）に端を発すともいわれる。一昔前の文献には伝説のピウチェンの同定種に学名 Desmodus dorbinyi 〔ママ〕 （正しくは D. dorbignyi）がみられるが、最新の動物学では、この学名は Desmodus rotundus に統一されており、ナミチスイコウモリを指している。ただ。実在のコウモリである同種も、スペイン語で俗に "Piuchén" と呼ばれている。

## 類例
プエルトリコなどで知られる「ヤギ吸いの」幻獣チュパカブラとの比較がなされる。文人のフロリドール・ぺレスのピグチェン解説でも、チリでは、20世紀のしまいまで最もチュパカブラ被害に遭ったのはクアルタ地方（コキンボ地方）ではなかったろうか、と述懐的に意見している。そしてピグチェンこそがチュパカブラの前身なのではないか、と仮説する。